# 小鈎鯰
小鈎鯰（学名：Ancistrus minutus）為輻鰭魚綱鯰形目甲鯰科的其中一種，為熱帶淡水魚，分布於南美洲托坎廷斯河上游流域，體長可達5.7公分，棲息在溪流底層水域，生活習性不明。
其种加词“minutus”意为“微小的”。